# Jessie Redmon Fauset
Jessie Redmon Fauset (27 d'abril 27 de 1882 a Fredericksville, Nova Jersey– 30 d'april de 1961 a Filadèlfia, Pennsilvània) fou una editora, poeta, assagista, novel·lista i professora afroamericana estatunidenca que fou membre del Renaixement de Harlem. La seva obra literària va ajudar a esculpir la literatura afroamericana de la dècada de 1920 i se centra en retratar la veritable imatge de la història i la vida dels negres dels Estats Units. Els seus personatges negres eren treballadors professional, cosa que era una cosa inconcebible per la societat estatunidenca de l'època. Entre el 1919 i el 1926 fou editora literària de la revista de la NAACP, The Crisis. Això li va permetre contribuir al Renaixement de Harlem promovent les seves obres literàries. A través del seu treball com a crítica i editora literària, va descoratjar els escriptors negres de que no disminuïssin les qualitats dels negres en la seva obra i va encoratjar-los a escriure obertament i honestament sobre la raça negra. Ella volia una representació realista i positiva de la comunitat afroamericana, que anteriorment mai havia tingut. A les dècades de 1920 i 1930 fou professora de francès en escoles públiques de Washington DC i de Nova York. En aquesta època va publicar quatre novel·les que exploraven la vida de persones negres de classe mitjana. També fou editora i coautora de la revista infantil afroamericana The Brownies's Book. Ella va descobrir i mentoritzar a autors negres com Langston Hughes, Jean Toomer, Countee Cullen, i Claude McKay.

## Vida i obra
Jessie Redmona Fauset (més tard coneguda co Jessie Redmon Fauset) va néixer el 27 d'abril de 1882 a Fredericksville, Comtat de Camdem, Nova Jersey. A l'actualitat aquest poble es diu Lawnside. Fou la setena filla de Redmon Fauset, un ministre de l'església episcopal metodista africana i Annie (nascuda Seamon) Fauset. La seva mare es va morir quan Jessi era petita i el seu pare es va tornar a casar. Va tenir tres fills amb la seva nova muller, Bella, una jueva blanca que s'havia convertit al cristianisme. Bella també tenia tres fills del seu primer matrimoni. Els seus pares van donar molta importància a l'ensenyament dels seus fills.
La gran família de Fauset era pobra. El seu pare va morir quan ella era petita. Va assistir a l'Institut de Filadèlfia per Noies, l'escola acadèmica més important de la ciutat. Va esdevenir la primera noia afroamericana graduada. Volia estudiar all Bryn Mawr College, però com que no volien admetre una estudiant negra, li van buscar una beca per una altra universitat.
Va continuar la seva educació a Universitat Cornell de Nova York, on es va graduar en llengües clàssiques el 1905. DEntre el 1903 i el 1904 va viure al Sage College, on va guanyar honors de la germandat femenina Phi Beta Kappa. Durant molts anys havia estat considerada la primera dona negra a ser acceptada a aquesta societat, però posteriorment es va revelar que realment fou la Mary Annette Anderson. Després Fauset va obtenir el màster en francès a la Universitat de Pennsilvània.

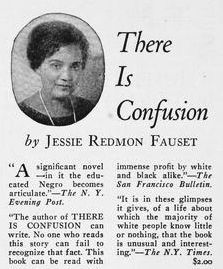
Anunci per There is Confusion

Fauset, després va esdevenir professora del Dunbar High School, l'institut pels negres de Washington DC, que tenia un sistema d'escoles públiques segregades Va ensenyar frances i llatí i durant els estius va anar a París a estudiar a la Sorbona.
El 1919 Fauset va deixar l'ensenyament per esdevenir l'editora literària de The Crisis,, revista del NAACP que havia estat fundada per W.E.B. Du Bois. Va treballar-hi fins al 1926. Fauset esdevení membre del NAACP, a qui va representar al Congrés Panafricà de 1921. Després d'això, la germandat Delta Sigma Theta la van fer membre honorària
El 1926, Fauset abandonar The Crisis per ser professora de l'institut DeWitt Clinton de Nova York, a on va ser mestra d'un jove James Baldwin. Fou professora d'escoles públiques de Nova York fins al 1944.
El 1929, als 47 anys, Fauset es va casar per primera vegada amb l'agent d'assegurances Herbert Harris Van anar a viure a Montclair, Nova Jersey. Harris norí el 1958. Va retornar a Fiadèlfia amb una seva germanastre. Fauset va morir el 30 d'abril de 1961 d'insuficiència cardíaca i està enterrada al Cementiri Eden de Collingdale, Pennsilvània.

## Editora literària aThe Crisis
Es considera que l'èpca de Fauset a The Crisis és el període en el que la literatura és més prolífica. El juliol 1918, Fauset va començar a col·laborar a la revista quan hi va enviar articles per la columne "Looking Glass" des de Filadèlfia. El juliol l'editor en cap, W.E.B. Du Bois li va demanar que anés a viure a Nova York perquè esdevenís editoria literària a temps complert. Va començar aquesta tasca el mes d'agost del mateix any.
Com a editora literària, Fauset va seguir les carreres de la majoria dels escriptors més coneguts del Renaixement de Harlem com Countee Cullen, Claude McKay, Jean Toomer, Nella Larsen, Georgia Douglas Johnson, Anne Spencer, George Schuyler, Arna Bontemps, i Langston Hughes. Fauset fou la primera persona que va editar obres de Hughes. Com a editora de la revista infantil de The Crisis, The Brownies' Book, va incloure alguns dels seus poemes més primerencs. A la seva memòria the Big Sea, Hughes va escriure, "Jessie Fauset a la Crisi, Charles Johnson a Opportunity, a Journal of Negro Life, i Alain Locke a Washington va ser les persones que van crear la Nova literatura negra."
A més a més de nodriar les carreres d'altres escriptors modernistes afroamericans, Fauset era també fou una escriptora prolífica a The Crisi i The Brownies' Book. Hi va escriure poemes, contes, una novel·la i va traduir textos d'autors negres en francès d'Europa i Àfrica. També va fer escrits sobre els seus múltiples viatges. Són importants cinc assajos, com "Dark Algiers the White", que detalla el seu viatge de sis mesos de França a Algèria el 1925-26.
Al cap de vuit anys d'editora literària, va tenir conflictes amb Du Bois que van ser importants. El febrer de 1927 va dimitir com a editora literària i fou llistada com a editora contribuient el mes següent.
Quan va deixar la revista, Fauset es va concentrar en escriure novel·les mentre treballava com professora. Entre el 1927 i el 1944 fou professora de francès de l'institut DeWitt Clinton del Bronx mentre continuava publicant novel·les.

## Novel·les
Entre 1924 i 1933, Fauset va publicar quatre novel·les: There is Confusion (1924), Plum Bun (1928), The Chinaberry Tree (1931), i Comedy, American Style (1933). Ella creia que Birthright de T.S. Stribling, una novel·la escrita per un home blanc sobre la vida dels negres no podia retratar plenament la vida dels afroamericans. Fauset creia que hi havia poques representacions positives dels negres en la literatura contemporània. Ella pretenia retratar de manera realista la vida dels negres, tant positivament com fos possible i que havia d'escriure sobre la vida dels negres de classe mitjana que ella coneixia de primera mà coma persona formada. També va treballar per explorar episodis de la identitat dels afroamericans incloent-hi l'avaluació de les comunitats negres. Molts dels seus personatges eren multiracials, ja que també tenien ancestres europeus.
En la Gran Migració dels afroamericans dels Estats Units, molts negres van emigrar a ciutats industrials per aconseguir més llibertat. Alguns utilitzaven la seva afiliació parcial europea i la seva aparença de blancs per a obtenir avantatja a l'hora d'obtenir una feina o un millor servei en un restaurant o botiga. Altres van penetrar en la societat blanca de manera permanent per aconseguir oportunitats econòmiques i socials, a vegades abandonant els seus familiars negres. A part de Fauset, altres escriptors del Renaixement de Harlem també van tractar aquest tema. Aquestes obres mostren una jerarquia de color en el que els que tenen la pell més clara tenen més privilegis que els negres
- There is Confusion fou molt elogiada pel The New York Times i The Crisis[14] La novel·la tracta sobre la història de la família de Joanna Mitchell i Peter Bye, que tenen històries racialment complexes.
- Plun Bun encara va gaudir de més atenció dels crítics. Explora el tema de "passar" (canviar-se de raça). Angela Murray, la protagonista és criolla i passa per blanca per a obtenir avantatges. Al llarg de la novel·la, aquesta reclama la seva identitat afroamericana algunes vegades.
- The Chinaberry Tree ha tingut menys atenció crítica. La novel·la, que se situa a Nova Jersey, explora la respectabilitat dels negres de classe mitjana. Laurentine, la seva protagonista, vol vèncer la seva "mala sang" casant-se amb un home decent. Ella troba la seva pròpia identitat quan redefineix el que considera com "respectavble".
- L'última novel·la de Fauset, Comedy, American Style, explora el poder destructiu de la "color-mania" entre els afroamericans, alguns dels quals discrimen els seus conciutadans segons el color de la seva pell[8] La mare de la protagonista és racista amb altres personatges.

## Crítiques contemporànies a l'obra
Fauset fou admirada er molts intel·lectuals de la dècada de 1920. La seva primera novel·la, There is Confusion va ser aplaudida per Alain Locke en el número de febrer de The Crisis. Locke va manifestar que la novela marcaria una època perquè creia que era una obra educada visibilitzava la classe alta afroamericana i no tractava els negres amb els estereotipus de servents com havia fet la literatura fins aquell moment. En la revista Opportunity, el promessor de Howard, Montgomery Gregory va manifestar que l'obra de Fauset mostrava els millors elements de la vida afroamericana i no els tractava només com a servents domèstics, "oncles" o criminals. Tot i que Fauset va rebre moltes crítiques positivese també en va rebre de negatives. La seva novedosa perspectiva literària no va ser rebuda per tothom amb els braços oberts perquè anava en contra de la imatge estereotipada que els americans blancs tenien de la classe mitjana negra. El primer editor que va revisar el manuscrit de There is Confusion el va refusar perquè va dir que "els lectors blancs no acceptarien aquesta visió sobre els negres". Tot i que la ovbra de Fauset es va discutir a la dècada de 1920, la gent va deixar de parlar-ne i es va convertir en una escriptora oblidada. Locke diu que la gent va deixr de parlar sobre Fauset degut al canvi de l'escena literària de la Gran depressió i la Segona Guerra Mundial.

## Crítiques posteriors
Després de la dècada de 1970 l'obra de Fauset va tornar a adquirir notorietat pel període del moviment feminista. El 1981, l'autora Carolyn Wedin Sylvander va escriure un llibre sobre Fauset, Jessie Redmon Fauset, Black American Writer. Aquesta obra analitza i mostra la notorietat de les seves obres. El 1986 Deborah McDowell, en el seu assaig Jessie Fauset: A Modern Apostle of Black Racial Pride demostra com s'ha de celebrar la identitat negra i encumbra la història cultural afroamericana.A més a més, també diu que Fauset és una feminista primerenca perquè, a més de la identitat racial, també explora la "consciència de les dones". A l'actualitat es considera que Fauset és una peça destacada del Renaixement de Harlem. La professora de literatura afroamericana Ann DuCille compara a FAuset amb els atres escriptors del Renaixement de Harlem com Nella Larsen perquè expressen feminisme en la seva obra literària.

## Obres seleccionades

### Novel·les
- There Is Confusion (1924) (ISBN 1-55553-066-4)
- Plum Bun: A Novel Without a Moral (1928) (sobre el fenomen del canvi racial); ISBN 0-8070-0919-9)
- The Chinaberry Tree: A Novel of American Life (1931) (ISBN 1-55553-207-1)
- Comedy, American Style (1933)

### Poemes
- "Rondeau." The Crisis. Abril de 1912: 252.
- "La Vie C'est La Vie." The Crisis. Juliol de 1922: 124.
- "'Courage!' He Said." The Crisis. Novembre de 1929: 378

### Contes
- "Emmy." The Crisis. desembre de 1912: 79-87; gener de 1913: 134-142.
- "My House and a Glimpse of My Life Therein." The Crisis. juliol de 1914: 143-145.
- "Double Trouble." The Crisis. August 1923: 155-159; setembre de 1923: 205-209.

### Assajos
- "Impressions of the Second Pan-African Congress." The Crisis. Novembre de 1921: 12-18.
- "What Europe Thought of the Pan-African Congress." The Crisis. Desembre de 1921: 60-69.
- "The Gift of Laughter." A, Locke, Alaine. The New Negro: An Interpretation. Nova York: A. and C. Boni, 1925.
- "Dark Algiers the White." The Crisis. 1925–26 (vol. 29–30): 255–258, 16–22.